# Islotes Tres Marías

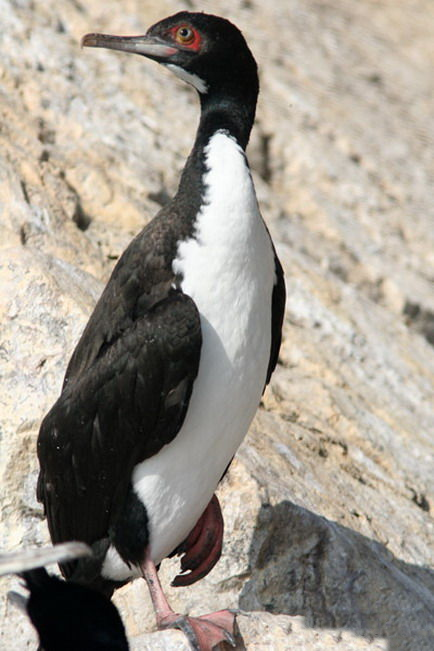
Cormorán guanay (Phalacrocorax bougainvillii)

Los Islotes Tres Marías, también llamados Islas Tres Marías, son un grupo de tres pequeñas islas rocosas pertenecientes al Perú, situadas en el océano Pacífico a unos 5 km al noroeste de la península de Paracas. Los islotes en conjunto abarcan 8 825 m² y junto con las islas Ballestas y Chincha constituyen en cierta manera, el límite occidental de la bahía de Pisco. Desde el punto de vista administrativo forman parte de la provincia de Pisco, en el departamento de Ica. Destacan por su gran interés ecológico, pues constituyen el hábitat de numerosas especies de aves marinas de gran importancia en el Perú. Por tal motivo, en el 2009 los islotes quedaron protegidos dentro de los límites de la Reserva nacional Sistema de Islas, Islotes y Puntas Guaneras, una reserva natural que protege y conserva muestras representativas de la diversidad biológica de los ecosistemas marino-costeros del Perú. 

## Descripción geográfica
Los islotes Tres Marías se encuentran bajo la influencia de las aguas frías de la corriente de Humboldt y están rodeados de piedras y olas que constantemente revientan con gran fuerza en sus faldas, haciendo imposible la formación de pequeñas playas. Se hallan conformados por tres islotes deshabitados, uno al norte, otro en la parte centro y uno último en el sur, todos ellos sin presencia de vegetación. El color blanquecino que presentan los islotes, es el resultado de la mezcla de las capas de guano y la erosión de la superficie rocosa. Al norte de estos islotes se encuentran las islas Ballestas, y más allá el archipiélago de las islas Chincha. Hacia el noreste se localiza la isla Blanca, a una distancia de 9,5 km del islote norte, en tanto que a 7,8 km hacia el suroeste del islote sur se ubica la notablemente mayor isla San Gallán. Al sur se encuentra el canal El Boquerón y finalmente hacia el oeste se sitúan las aguas abiertas del océano Pacífico.

### Islote Tres Marías Norte
Este islote se caracteriza por ser el más distante de tierra firme y se halla ubicado en torno a los 13º 45’ 44’’ de latitud S y los 76° 23’ 56’’ de longitud O. Tiene unos 96 m de longitud y una anchura máxima de 50 metros, con una superficie de 3 795 m². La mayor altitud del islote alcanza 23 metros sobre el nivel del mar.

### Islote Tres Marías Centro
Es el islote más pequeño del grupo, con una superficie de aproximadamente 350 m²; aparece cuando el oleaje y la marea terminan por descubrirlo. Se localiza en torno a los 13º 45’ 59’’ de latitud S y los 76° 23’ 55’’ de longitud O. 

### Islote Tres Marías Sur
Este islote se encuentra más cerca a la costa y destaca por ser el más extenso del grupo, con una superficie de 4 680 m². También es el más elevado entre los islotes ya que alcanza una altitud máxima de 24 metros sobre el nivel del mar. De forma alargada, presenta una longitud de unos 130 m y una anchura entre 26 y 46 metros. Se localiza en torno a los 13º 46’ 07’’ de latitud S y los 76° 23’ 55’’ de longitud O.

## Origen geológico
Estos islotes son restos de una antigua cadena montañosa (Cordillera de la Costa) que se originó en el Precámbrico (entre 600 y 2000 millones de años) y que se habría hundido en las postrimerías del Terciario y comienzos del Cuaternario, en el tramo comprendido entre la península de Paracas (Ica) y la península de Illescas (Piura), dejando solo vestigios en forma de islas y formaciones rocosas, las mismas que marcarían el antiguo lineamiento de esta cadena. Estas formaciones están constituidas por rocas metamórficas que datan del Paleozoico antiguo.

## Riqueza biológica
En estos islotes se pueden observar tres especies de aves guaneras: el pelícano peruano (Pelecanus thagus), el piquero peruano (Sula variegata) y el cormorán guanay (Phalacrocorax bougainvillii), especies que se encuentran categorizadas por la legislación peruana como en peligro de extinción. A estos islotes también acuden bandadas de aves como el zarcillo (Larosterna inca), la gaviota peruana (Larus belcheri), entre otras, que hacen de este refugio natural un lugar ideal para el descanso de aves.